# Иркутска губерния
Иркутска губерния (на руски: Иркутская губерния) е губерния на Руската империя и Съветска Русия, съществувала от 1764 до 1926 година. Заема приблизително днешната територия на Иркутска област с части от Бурятия. Столица е град Иркутск. Към 1897 година населението ѝ е около 514 хиляди души, главно руснаци (73%) и буряти (21%).
Създадена е през 1764 година с отделяне от дотогавашната Сибирска губерния. През 1805 година от нея се отделя Якутска област, а през 1881 година – Задбайкалска област. През 1925 година губернията е включена в новосъздадения Сибирски край, а през следващата година е закрита.